# COCSL
Compañía de Ómnibus Canelones Santa Lucía (1935 - 1982) fue una empresa suburbana del departamento de Canelones que unía algunas localidades del departamento con Montevideo por rutas 5 o 36.

## Orígenes
Como muchas empresas surgidas en aquella época, tiene su génesis en la década del 20 cuando unos pocos empresarios comenzaron con sus pequeños vehículos a recorrer las calles uniendo la capital del país con algunos puntos del departamento de Canelones. A mediados de la década del 30 algunos de ellos que contaban con permisos de Montevideo, Canelones y Santa Lucía deciden juntarse formando la Cooperativa de Ómnibus Canelones Santa Lucía con el fin de reorganizarse y brindar un mejor servicio. Algunos de estos pioneros fueron Ismael Escorihuela, Carmelo Casteluccio, Pelusso y Bertolaza entre otros.

## Líneas
La cooperativa unía Montevideo con la ciudad de Santa Lucía y la capital departamental Canelones por ruta 5. En 1946 se incorpora a la Cooperativa del Norte la cual realizaba servicios desde Montevideo a Cerrillos, Las Brujas y 25 de Agosto. Por esta época también la cooperativa pasaba a ser una S.A. denominándose Compañía de Ómnibus Canelones Santa Lucía. Los ómnibus en Montevideo salían de la agencia ubicada en el Bar Pitín en la calle Colonia y Rondeau. Desde la década del 50 también se realizaban servicios locales dentro la zona de Canelones.

## Flota
Al principio los ómnibus eran de poca capacidad, de variadas marcas la mayoría norteamericana, entre ellas había Sterling, Dodge, International, Fiat, Stewart, Ford, etc. numerados con los primeros números. En la década de 1940 se importaron ómnibus de la marca Leyland Cub y más tarde a través de Horacio Torrendel se trajo un total de 12 chasis Aclo Super que fueron carrozados en Uruguay por distintas firmas. En esta época con la adquisición de la Cooperativa del Norte se contó con algunos ómnibus de marca Clydesdale. Terminando la década se importó un coche americano marca Beaver siendo único en Uruguay, fue numerado con el 36 y luego 23. En 1954 se produce la primera gran importación de ómnibus armados de origen, se trataba de 3 coches holandeses con chasis Aclo Mark IV carrocería Verheul, fueron los coches 18, 19 y 21. Luego en 1956 y 1958 se importaron 12 coches más, en este caso más largos que los anteriores, de los cuales 7 fueron Aclo Mark IV (coches 22, 24, 26, 29, 38, 39 y 40) y 5 vinieron con chasis Leyland Master (coches 28, 36, 37, 41 y 42). Finalmente en 1961 se trajeron los últimos 10 coches Aclo Mark IV, los cuales 5 vinieron armados de origen (1, 6, 10, 12, 20) y los otros 5 se armaron en los talleres de la empresa (3, 5, 45) y en la firma Independencia (43, 44) la cual tenía vinculación a través de quien fuera el primer presidente de la compañía el Sr. Ameloti. Entre 1969 y 1970 la empresa importó de Argentina 15 coches marca Mercedes Benz O 140 carrocería El Detalle de tipo urbano de dos modelos levemente diferentes pero con las mismas prestaciones (primera serie: 51 al 55; segunda serie: 7, 11, 14, 15, 23), y uno más con configuración carretera de una sola puerta numerado con el 56. Al año siguiente se produjo la última importación de la empresa trayendo de Brasil 7 ómnibus con carrocería Nicola del modelo Marcopolo con chasis delantero largo (59, 62, 63) y corto (57, 58, 60, 61) motorizados con Mercedes Benz. Para 1978 la situación de la empresa era complicada, con una flota en mal estado, por lo cual le fue suspendido el permiso para realizar las líneas, que provisoriamente las pasó a realizar la empresa Copsa, y a su vez nacía la cooperativa Coomoca, bajo esta situación en esos años comenzó a cumplir los servicios con ómnibus contratados. Finalmente en 1982 cierra la empresa y las líneas fueron adjudicadas a la empresa Copsa y Coomoca (que finalmente cerró el 1 de agosto de 1986 con sus líneas pasando a COPSA).
- Datos: Q21870594